# Кастрильон, Мануэль
Мануэ́ль Ферна́ндес Кастрильо́н (исп. Manuel Fernández Castrillón (погиб 21 апреля 1836)) — мексиканский военачальник, генерал-майор мексиканской армии и близкий друг президента Мексики генерала Антонио Лопеса де Санта-Анны.

## Ранние годы
Мануэль Фернандес Кастрильон родился на Кубе. Первоначально он служил в испанских войсках, направленных на подавление мексиканских повстанцев в ходе Мексиканской войны за независимость, но вскоре перешёл на сторону повстанцев. Санта-Анну он встретил впервые в 1822 году в ходе боёв у Веракруса. Сражаясь под знамёнами Санта-Анны, он был окружён правительственными войсками и попал в плен. Выйдя на свободу, служил как агент генерала в кампании против объединённых сил лоялистов и испанских солдат и в ходе мексиканской войны за независимость (1810—1821).

## Техасская революция
Во время техасской революции Фернандес Кастрильон был адъютантом Санта-Анны. Он присоединился к мексиканским силам, осуществляющим вторжение в 1836 году. Войско направилось к Сан-Антонио-де-Бехар и осадило небольшой техасский гарнизон в миссии Аламо. Кастрильон часто оспаривал решение Санта-Анны о немедленном штурме Аламо, апеллируя к необходимости ожидания прихода более тяжёлых орудий, могущих сокрушить стены Аламо. 6 марта 1836 года в ходе финального штурма Аламо Кастрильон принял командование над батальоном из Толуки, после ранения полковника Франсиско Дуке. Эта колонна атаковала северную стену миссии. Согласно дневнику Хосе Энрике де ла Пеньи, после победы, одержанной мексиканцами над защитниками Аламо, Кастрильон привёл к Санта-Анне 6 из 7 выживших техасцев, которых он взял в плен во время штурма. Историк Эдмондсон предполагает, что эти люди были больны и были неспособны принять участие в битве. Кастрильон просил пощадить их жизни, однако Санта-Анна постановил, что в плен никто браться не будет и приказал казнить техасцев на месте. Неделями позже, в ходе Голиадской резни, Фернандес Кастрильон также протестовал, но тщетно — около 400 техасцев вместе с их лидером Джеймсом Фэннином были казнены.
После битвы за Аламо мексиканская армия двинулась на восток, в более густонаселённые области Техаса. Кастрильон не участвовал в дальнейших битвах вплоть до 21 апреля 1836 года, когда техасский генерал Сэм Хьюстон предпринял внезапную атаку на мексиканские силы. У отряда Санта-Анны не оказалось простора для манёвра или путей отступления, поскольку с мексиканского тыла и флангов была заболоченная местность. Несмотря на всеобщее замешательство Кастрильон командовал расчётом орудия «Золотой стандарт» и безуспешно пытался сплотить свои войска под градом техасских пуль. Техасский генерал и военный министр Томас Дж. Раск пытался спасти жизнь этому храброму и заслуженному генералу, умоляя своих людей не стрелять в него, однако Кастрильон всё же был подстрелен и скончался на поле боя. Через несколько дней после битвы старый друг Кастрильона Лоренцо де Савала отыскал тело генерала и похоронил его в ближайшем поместье. Санта-Анна позднее заявлял, что генерал Кастрильон не был героем, и что его некомпетентность внесла свой вклад в поражение мексиканцев при Сан-Хасинто.